# Parnassius autocrator
Parnassius autocrator är en fjärilsart som beskrevs av Andrey Avinoff 1913. Parnassius autocrator ingår i släktet Parnassius och familjen riddarfjärilar. IUCN kategoriserar arten globalt som sårbar. Inga underarter finns listade i Catalogue of Life.

## Bildgalleri

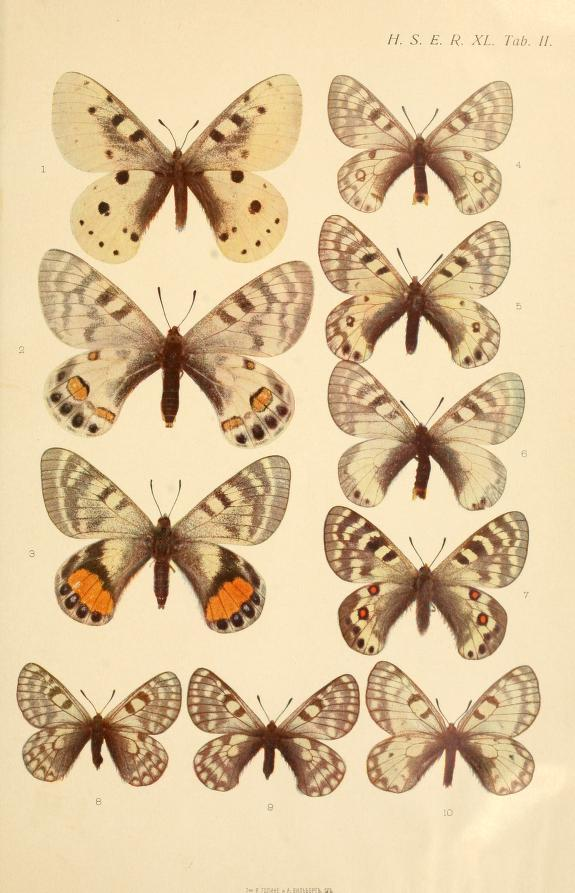
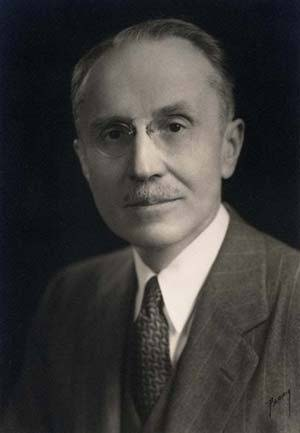